# Augustej
Augustej (lat. augusteum) je hram i mjesto za održavanje carskoga kulta u antičkom Rimu. 
Prvi augustej je izgrađen u Afrodiziju (Mala Azija), a osobito su građeni u vrijeme Tiberija u provincijskim gradovima. Poznati augusteji kod nas su u Ninu kraj Zadra (Aenona) te u Vidu kraj Metkovića (Narona). Prvi koji je dopustio da se njegov kult javno slavi bio je rimski car August. Njegovom službenom deifikacijom započinje, a s carem Trajanom završava prvo razdoblje štovanja carskoga kulta. Ono je obilježeno skupinama skulptura careva i članova carskih obitelji u hramovima ili različitim svetištima.

## Augustej u Naroni
Ostatci Augusteuma u Naroni, s jedinstvenom galerijom mramornih kipova julijevsko-klaudijevske i flavijevske dinastije, otkriveni su i prezentirani zaslugom prof. dr. sc. Emilija Marina. Na površini Augusteuma sagrađen je Arheološki muzej Narona. Dovršen je 2007. godine, a njegovu je gradnju financiralo Ministarstvo kulture uloživši oko 28 milijuna kuna.
Augusteum u Naroni istražen je 1995. godine prilikom čega je pronađeno šesnaest antičkih mramornih skulptura visoke umjetničke vrijednosti, nadnaravne veličine.

## Vanjske poveznice
- Augusteum Narone - Carski hram u dolini Neretve[neaktivna poveznica]
- Izložba Augusteum favissa, Arheološki muzej u Zagrebu  Arhivirana inačica izvorne stranice od 1. listopada 2016. (Wayback Machine)
- Rimske skulpture iz Narone, Hrvatski restauratorski zavod  Arhivirana inačica izvorne stranice od 1. listopada 2016. (Wayback Machine)
- Arheološki muzej Narona  Arhivirana inačica izvorne stranice od 26. rujna 2016. (Wayback Machine)